# Atenea Varvakeion
La Atenea Varvakeion es una estatua de época romana de Atenea Pártenos que forma parte de la colección del Museo Arqueológico Nacional de Atenas. Es generalmente considerada la reproducción más fiel de la a estatua crisoelefantina hecha por Fidias y sus ayudantes, erigida en el Partenón. La fecha de su labrado oscila del 200-250.
La estatua mide 1,05 metros de alto, aproximadamente uno duodécima parte de la altura estimada de la original. Está esculpida en mármol del Pentélico y son visibles rastros de pintura roja y amarilla. Atenea está vestida con un peplo, encima lleva la égida, decorada con serpientes y con el gorgoneion en el centro. Lleva un casco ático con las protecciones de las mejillas vueltas hacia arribas; tiene tres crestas, en el centro hay una esfinge y en los lados Pegaso En la mano izquierda hay restos sobre el borde del escudo, que sujeta el gorgoneion; los restos de escudo con el oikouros ophis (serpiente sagrada) se identifican con Erictonio de Atenas, el fundador legendario de la ciudad. La mano derecha extendida se apoya en una columna con una figura alada de Niké; falta la cabeza de esta imagen más pequeña. La Niké viste también un peplos y está girada un poco hacia la figura principal. La estatua está sobre una base rectangular.
Algunas diferencias con la original son descritas por Pausanias y Plinio el Viejo. La base original estuvo decorada con un friso con el nacimiento de Pandora, mientras que en la copia es plana. Pausanias también describe una lanza de la que carece la copia. El escudo carece de la amazonomaquia en el frente que describió Plinio. La presencia de la columna es mencionada por muchos autores con el argumento de si la original requirió un soporte similar, aunque muchas reconstrucciones lo omiten (por ejemplo, en el Partenón de Nashville).
La estatua es llamada así por el lugar donde fue descubierta en 1880, próximo a la sede original de la Escuela Varvakeion.